# Ordinamenta et consuetudo maris
El Ordinamenta et consuetudo maris ("Ordenanzas y costumbres del mar") fue una convención para regir el comercio marítimo promulgada en Trani en 1063: "el código de derecho marítimo más antiguo que se conserva en el Oeste Latino.

## Descripción
El volumen de las Ordinamenta et consuetudo maris se conserva en una versión veneciano anexa a una copia del Statuta Firmanorum, los estatutos de la comuna de Fermo, impresa en un solo volumen en Venecia, bajo los auspicios y el cuidado, a través de la diligencia y a expensas de Marcus Marcellus, ciudadano de Venecia, y nativo de Petriolo, un pequeño pueblo en el círculo de Fermo, en la imprenta de Nicholaus de Brentis y Alexander de Badanis, el señor Leonardo Loredano siendo Dux, A.D.. MDVII” (1507). Se conservan dos copias de esta obra en los archivos municipales de Fermo y otra en la Biblioteca Nacional de Francia. Probablemente la versión veneciana fue una traducción hecha del latín original después de 1496, cuando Trani quedó bajo dominio veneciano (que duró 14 años, hasta 1509). La versión impresa aparece bajo un título latino, con un subtítulo latino (edita per consules civitatis Trani), ambos posiblemente originales. Algunas frases latinas que no se han traducido también evidencian un trabajo de traducción de otro original. El texto de los archivos de Fermo fue suministrado por su guardián, Filippo Raffaelle, su traducción al inglés con una edición crítica en el Black Book of the Admiralty.
El texto de las Ordinamenta contiene la fecha anno Domini 1063 y especifica la primera Indicción. Esto se ha citado como "un fuerte argumento a favor de la autenticidad de las ordenanzas", ya que la primera Indicción solo coincide con el sexagésimo tercer año de un siglo cada trescientos años, pero, si coincidió en 1063. El texto también se refiere a "electi consoli en arte de mare", traducido en el Black Book of the Admiralty por: “Consuls elect of the Guild of Navigators” ("Cónsules elegidos del Gremio de Navegantes"). Aunque el término "guild of Navigators" ("Gremio de Navegantes") para traducir la palabra original en latín, "arte de mare", no es estrictamente exacto, ni tampoco lo sería "compañía" (típico de las societas latinas), ya que en el siglo XIV (1350) aparecen las ordenaciones de Bernat de Cabrera con un contenido parecido pero con el título "Ordinacions sobre lo fet de la mar", cuyo título guarda un manifiesto paralelismo con "Ordinamenta et consuetudo maris" en el que en lugar de "arte de mare" aparece "fet de la mar" término mucho más adecuado para traducir "arte de mare". Sin embargo, el término ha sido visto por algunos autores como evidencia de la existencia de una corporación de marineros en Trani a mediados del siglo XI.